# Liste der Baudenkmale in Staffhorst
In der Liste der Baudenkmale in Staffhorst sind alle Baudenkmale der niedersächsischen Gemeinde Staffhorst aufgelistet. Die Quelle der Baudenkmale ist der Denkmalatlas Niedersachsen. Der Stand der Liste ist der 26. März 2021.

## Allgemein
In den Spalten befinden sich folgende Informationen:
- Lage: die Adresse des Baudenkmales und die geographischen Koordinaten. Kartenansicht, um Koordinaten zu setzen. In der Kartenansicht sind Baudenkmale ohne Koordinaten mit einem roten Marker dargestellt und können in der Karte gesetzt werden. Baudenkmale ohne Bild sind mit einem blauen Marker gekennzeichnet, Baudenkmale mit Bild mit einem grünen Marker.
- Bezeichnung: Bezeichnung des Baudenkmales
- Beschreibung: die Beschreibung des Baudenkmales. Unter § 3 Abs. 2 NDSchG werden Einzeldenkmale und unter § 3 Abs. 3 NDSchG Gruppen baulicher Anlagen und deren Bestandteile ausgewiesen.
- ID: die Objekt-ID des Baudenkmales
- Bild: ein Bild des Baudenkmales, ggf. zusätzlich mit einem Link zu weiteren Fotos des Baudenkmals im Medienarchiv Wikimedia Commons. Wenn man auf das Kamerasymbol klickt, können Fotos zu Baudenkmalen aus dieser Liste hochgeladen werden:

## Staffhorst

### Gruppe: Kirchhof Staffhorst
Die Gruppe „Kirchhof Staffhorst“ hat die ID 34628198.

| Lage                        | Bezeichnung    | Beschreibung | ID       | Bild           |
| --------------------------- | -------------- | --- | -------- | -------------- |
| 52° 43′ 19″ N, 8° 58′ 48″ O | Kirche         | | 34442035 | Weitere Bilder |
| 52° 43′ 18″ N, 8° 58′ 47″ O | Kirchhof       | | 34442056 |                |
| 52° 43′ 18″ N, 8° 58′ 46″ O | Kriegerdenkmal | Auf einem mehrstufigen Sockel, auf dessen Ecken kleine Pfeiler ruhen, befindet sich auf einem Podest ein Obelisk. | 34442076 |                |

### Gruppe: Hofanlage Staffhorst-Uepsen 1
Die Gruppe „Hofanlage Staffhorst-Uepsen 1“ hat die ID 34628215.

| Lage                                        | Bezeichnung              | Beschreibung                                                                               | ID       | Bild |
| ------------------------------------------- | ------------------------ | ------------------------------------------------------------------------------------------ | -------- | ---- |
| Treckels Feld 1 52° 43′ 36″ N, 8° 58′ 36″ O | Wohn-/Wirtschaftsgebäude | Das Zweiständer-Hallenhaus wurde 1816 unter einem reetgedeckten Krüppelwalmdach errichtet. | 34442186 |      |
| Treckels Feld 1 52° 43′ 38″ N, 8° 58′ 35″ O | Scheune                  | Die Fachwerkscheune mit Quereinfahrt unter einem Satteldach wurde 1696 errichtet.          | 34442235 |      |
| Treckels Feld 1 52° 43′ 36″ N, 8° 58′ 35″ O | Speicher                 | Der zweigeschossige Fachwerkspeicher wurde 1738 unter einem Satteldach errichtet.          | 34442210 |      |
| Treckels Feld 1 52° 43′ 35″ N, 8° 58′ 37″ O | Scheune                  | Die Fachwerkscheune mit drei Quereinfahrten wurde unter einem Satteldach errichtet.        | 34442259 |      |

### Einzelbaudenkmale
| Lage                                              | Bezeichnung              | Beschreibung                                                                               | ID       | Bild |
| ------------------------------------------------- | ------------------------ | ------------------------------------------------------------------------------------------ | -------- | ---- |
| Alter Kirchpad 96 52° 43′ 21″ N, 8° 58′ 46″ O     | Wohn-/Wirtschaftsgebäude | 1816 wurde das Zweiständer-Hallenhaus unter einem reetgedeckten Krüppelwalmdach errichtet. | 34442163 |      |
| Dienstbosteler Straße 52° 43′ 23″ N, 8° 58′ 53″ O | Erdkeller                | Das Fachwerkgebäude ist als Hoch- oder Erdkeller angelegt worden.                          | 34442142 | BW   |
| Dorfstraße 4 52° 43′ 36″ N, 8° 58′ 0″ O           | Wohn-/Wirtschaftsgebäude | Das Zweiständer-Hallenhaus wurde 1838 unter einem Krüppelwalmdach errichtet.               | 34442285 |      |
| Dorfstraße 30 52° 43′ 29″ N, 8° 58′ 0″ O          | Backhaus                 | Das eingeschossige Fachwerkgebäude wurde 1729 unter einem Satteldach errichtet.            | 34442096 |      |
| Dorfstraße 32 52° 42′ 51″ N, 8° 59′ 13″ O         | Speicher                 | Der eingeschossige Fachwerkspeicher wurde 1747 unter einem Satteldach errichtet.           | 4442119  |      |

## Dienstborstel

### Einzelbaudenkmal
| Lage                                             | Bezeichnung | Beschreibung                                                         | ID       | Bild |
| ------------------------------------------------ | ----------- | -------------------------------------------------------------------- | -------- | ---- |
| Willenkämper Straße 1 52° 43′ 9″ N, 8° 59′ 55″ O | Scheune     | Die um 1700 errichtete Fachwerkscheune steht unter einem Satteldach. | 34442012 |      |

## Harbergen

### Einzelbaudenkmal
| Lage                                          | Bezeichnung | Beschreibung                                                                    | ID       | Bild |
| --------------------------------------------- | ----------- | ------------------------------------------------------------------------------- | -------- | ---- |
| Zur Fichtenkämpe 23 52° 41′ 9″ N, 9° 1′ 14″ O | Backhaus    | 1816 wurde das eingeschossige Fachwerkgebäude unter einem Satteldach errichtet. | 34442309 | BW   |